# Загребачко казалиште младих
Загребачко казалиште младих (познато под акронимом ЗКМ, односно ЗеКаеМ) је загребачко позориште, основано 29. марта 1948. године као Пионирско казалиште.